# Сосновка (Гомельський район)
Сосновка (біл. Сасноўка) — село в Бобовицькій сільради Гомельського району Гомельської області Білорусі.
На півдні та заході межує з лісом.

## Географія

### Розташування
У 10 км на південний схід від Гомеля.

## Транспортна мережа
Планування складається з прямолінійної вулиці, орієнтованої з південного заходу на північний схід, забудованої двосторонньо, дерев'яними будинками садибного типу.

## Історія
Виявлене археологами поселення раннього залізного віку (в 0,3 км на схід від села) свідчить про заселення цих місць з давніх часів. За письмовими джерелами відома з XVIII століття як село в Речицькому повіті Мінського воєводства Великого князівства Литовського.
Після Першого поділу Речі Посполитої (1772) — в складі Російської імперії. З 1775 року у володінні фельдмаршала графа Петра Олександровича Рум'янцева-Задунайського, а з 1834 року — фельдмаршала князя Івана Федоровича Паскевича. Згідно з переписом 1897 року в селі Макіївка (вона ж Сосновка), розташовувалися: школа грамоти, хлібозаготівельний магазин, в Дятловицькій волості Гомельського повіту Могильовської губернії.
У 1929 році організований колгосп. Під час німецько-радянської війни 26 листопада 1943 року Сосновка звільнена від окупантів. 46 жителів загинули на фронті. У 1959 році в складі колгоспу «Перемога» (центр — село Червоне). Розташовувався клуб.
До 1 серпня 2007 року в складі Давидівської сільради.

## Населення

### Чисельність
- 2004 — 74 господарства, 161 житель.